# بونيرة يابانية
بونيرة يابانية (الاسم العلمي:Ponera japonica) هي نوع من حشرات تتبع جنس البونيرة من فصيلة النمليات.